# 学校法人田中学園
学校法人田中学園（がっこうほうじんたなかがくえん）は、茨城県水戸市新荘３丁目１番１号に本部を置く学校法人である。

## 設置学校
- 水戸啓明高等学校
- 水戸葵陵高等学校

過去の設置学校
- 水戸短期大学（2012年閉学）
- 水戸教育福祉専門学校（2011年閉校）

### 姉妹学校法人
学校法人緑丘学園
- 水戸英宏中学校
- 水戸英宏小学校
- 水戸英宏愛宕幼稚園
- 水戸英宏平須幼稚園